# Willi Matthias
Willi Matthias (* 26. April 1936 in Hannover) ist ein deutscher ehemaliger Hürdenläufer.

## Laufbahn
Willi Matthias trat der DTSG 1874 Hannover bei. Er konnte für die Bundesrepublik Deutschland während der Olympischen Sommerspiele 1960 in Rom das Halbfinale im 400-Meter-Hürdenlauf erreichen.
Ebenfalls 1960 errang Matthias bei den Westdeutschen Meisterschaften im Hürdenlauf den Zweiten Platz. Seine Bestzeit in der Disziplin 400-Meter-Hürdenlauf betrug 1960 51,4 Sekunden.
Insgesamt nahm der Leichtathlet an vier Länderspielen teil.